# Allocosa samoana
Allocosa samoana là một loài nhện trong họ wolfspinnen (Lycosidae).
Loài này thuộc chi Allocosa. Allocosa samoana được Carl Friedrich Roewer miêu tả năm 1951.